# John Smith (kierowca)
John Smith (ur. 12 sierpnia 1952) – australijski kierowca wyścigowy.

## Biografia
W 1976 roku startował Bowinem P4A w Australijskiej Formule Ford, zostając wicemistrzem na koniec sezonu. Rok później zdobył mistrzostwo serii. W sezonie 1979 był piąty w Australijskiej Formule 2 oraz czwarty w Australijskiej Formule 1. Rok 1980 zakończył wicemistrzostwem Formuły 2, a rok 1981 – mistrzostwem. W 1982 roku Smith był czwarty w Australijskiej Formule 1, a rok później zdobył w tej serii wicemistrzostwo. W sezonie 1985 kierowca był czwarty w Australian Endurance Championship oraz siódmy w Australian Touring Car Championship. W 1986 roku zdobył mistrzostwo ATCC w klasie 2 litrów. W roku 1987 wystartował w jednym wyścigu serii World Touring Car Championship. W następnych latach uczestniczył przede wszystkim w Australian Drivers' Championship oraz wyścigach długodystansowych, wygrywając w 1991 roku klasę S wyścigu James Hardie 12 Hour. W 1993 roku zdobył wicemistrzostwo ATCC w klasie 2 litrów, a także był drugi w wyścigu 6h Sandown. Rok później natomiast zajął drugie miejsce w wyścigu 12h Bathurst w klasie S. Był aktywnym zawodnikiem jeszcze w drugiej dekadzie XXI wieku; w 2011 roku został sklasyfikowany na trzecim miejscu w mistrzostwach Nowej Południowej Walii w klasie Forda Fiesty.